# Brent Smith
Brent Smith (10 de enero de 1978) es el vocalista líder y compositor de la banda Shinedown. Conocido por su impresionante rango vocal como tenor, que abarca cuatro octavas, sus más grandes influencias como cantante son Otis Redding, Billie Holiday, Chris Cornell y Kurt Cobain.
- Datos: Q2549322
- Multimedia: Brent Smith / Q2549322